# Маркушица

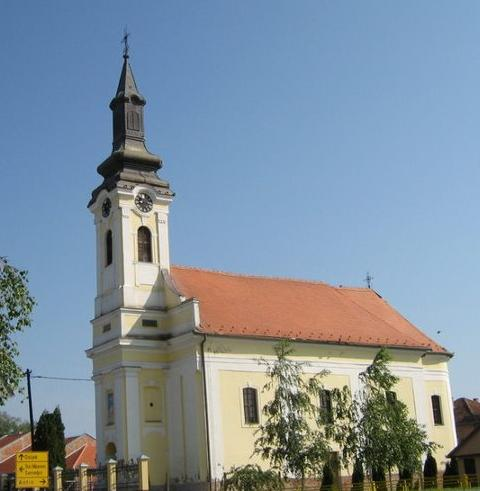
Православная церковь в Маркушице

Маркушица (хорв. Markušica, серб. Маркушица) — община в Вуковарско-Сремской жупании Хорватии.
Население по данным переписи 2001 года составляет 3 053 человека, из них 90,76 % — сербы. Включает в себя 5 деревень:
- Габош
- Караджицево
- Маркушица
- Острово
- Подринье